# Estación de Foios
Foios es una estación de la línea 3 de Metrovalencia que se encuentra en el municipio de Foyos. 
Fue reinaugurada en el año 1995, con la inauguración de la línea 3. Anteriormente fue estación del trenet de Valencia. Está situada en la Plaza Estación
La estación consta de dos vías entre dos andenes.